# Ла-Бланкілья
Ла-Бланкілья (ісп. La Blanquilla) — острів на півдні Карибського моря. Є федеральним володінням Венесуели. Площа — 64,53 км². Постійного населення немає.

## Географія
Острів Ла-Бланкілья є частиною Південних Підвітряних островів групи Малих Антильських островів. Знаходиться у 289 км на північний схід від Каракаса, столиці Венесуели, та у 388 км на схід від Бонайре, за 310 км на захід від Гренади.
Являє собою плоске скелясте плато, висота якого сягає 30 м, довжина — 11,24 км. Максимальна ширина — 9,35 км. Довжина берегової лінії — близько 55 км. Значна частина узбережжя покрита пляжами з дрібним білим піском . Завдяки йому острів отримав свою назву (від ісп. : blanco, «білий»).
Острів має вулканічне походження. Сформувався в зоні субдукції літосферних плит (див. Тектоніка плит) близько 65 — 55 млн років тому як підводне плато, на якому поступово накопичувалися органічні опади. Подальша субдукція виштовхала острів над поверхнею моря. У західній частині збереглися гранітні скелі, які мають відношення до періоду початкового виникнення. На сході виявлено коралові тераси, що сформувалися в результаті змін рівня моря не пізніше 8 тис. до н. е..
Клімат тропічний вологий. Незважаючи на часті дощі, пориста поверхня вбирає опади, тому на Ла-Бланкільї немає річок та озер. Серед скель іноді виділяються невеликі гранітні «кишені», де питна вода може зберігатися тривалий час.

## Природа
Флора представлена видами, пристосованими до нестачі вологи, в тому числі кактусами . Для фауни характерні як місцеві (ігуани, птиці, комахи), так і інтродукованих людиною види (здичавілі кози, осли). Серед коралових рифів біля острова знаходять рідкісні чорні корали .

## Історія
Індіанці тимчасово відвідували острів вже в глибоку давнину. Археологами виявлені залишки їх кераміки, залишені близько 1150 р. до н. е.. Острів у 1498 році відкритий Христофором Колумбом. В XVII–XVIII ст. на ньому зупинялися пірати. У 1874 році на Ла-Бланкільї було засновано невелике голландське поселення, проте його мешканці були вигнані урядом Венесуели .
У 1938 році острів офіційно приєднаний до Венесуели.
У наші дні острів відвідують вчені, туристи, тут є сезонна база морської воєнізованої охорони.